# Niels Kerstholt
Niels Kerstholt (Utrecht, 2 april 1983) is een Nederlands voormalig shorttracker en huidig bondscoach van de trainingselectie van TeamNL.

## Biografie
Kerstholt kwalificeerde zich op 20 november 2005 voor de Olympische Winterspelen 2006 in Turijn door in een combinatieklassement van de wereldbekerwedstrijden in Bormio en Den Haag bij de eerste twaalf te eindigen op de 1000 meter. Hiermee voldeed Kerstholt aan de eisen van NOC*NSF en was zijn ticket gereserveerd. Kerstholt kaapte het ticket weg onder de neus van Cees Juffermans die een nominatie op zak had. Juffermans kon de nominatie echter niet verzilveren en moest toezien hoe Kerstholt er met zijn ticket vandoor ging. Uiteindelijk mocht hij ook op de 1500 meter in actie komen, aangezien Nederland op die afstand nog een startplaats over had.
Op de 1000 meter kwam hij uiteindelijk niet verder dan de voorronden. Op de 1500 meter bereikte hij de B-finale, daarin werd hij vijfde (elfde plaats). In 2006 won Kerstholt zijn eerste Nederlandse titel. Ook in de drie volgende jaren werd hij Nederlands kampioen. In 2011 werd hij voor het eerst afgetroefd door ploeggenoot Sjinkie Knegt.
Bij Europese kampioenschappen won Kerstholt regelmatig medailles. In 2007 won hij voor het eerst een individuele plak, met brons op de 1500 meter bij de EK in Sheffield. 2008 was het succesvolste jaar met de tweede plaats bij de EK in Ventspils, Letland. Kerstholt deed dat met winst op de 1000 meter en de derde plaats in de superfinale over 3000 meter. In 2005, 2006 en 2009 won hij zilver met de aflossingsploeg. In 2012 werd hij nog een keer tweede in het eindklassement.
2010-2011 was een succesvol seizoen. Het Nederlandse herenteam (Daan Breeuwsma, Niels Kerstholt, Sjinkie Knegt en Freek van der Wart) won de Europese titel. Samen met het goud van de dames (Jorien ter Mors, Sanne van Kerkhof, Yara van Kerkhof en Annita van Doorn) het eerste goud voor Nederland in de historie van de EK. Bij de wereldbekerwedstrijden verraste de mannenploeg (Daan Breeuwsma, Niels Kerstholt, Sjinkie Knegt en Freek van der Wart) met een overwinning in Moskou (eerste keer voor Nederland). Daarnaast was er brons in Shanghai en een derde plaats in het wereldbekerklassement. Bij de wereldkampioenschappen in Sheffield eindigde het team als vijfde. In het individuele toernooi werd Kerstholt als beste Europese rijder tiende, met een finaleplaats op de 500 meter (5e) en een 8e plaats op de 1000 meter. 

## Naast het shorttrack
Sinds 2009 is Niels Kerstholt ambassadeur van het goede doel Right To Play. Hij onderstreept daarmee de kracht van sport en spel bij de ontwikkeling van kinderen en de gemeenschap. Kerstholt werd in 2008 en 2011 verkozen tot shorttracker van het jaar. In 2014 stopte Kerstholt met de topsport om zich met de handel in bitcoins bezig te gaan houden. Verder verzet hij zich samen met Mark Tuitert tegen het monopolie van de Internationale Schaatsunie in het organiseren van schaatswedstrijden, een probleem dat aan de orde kwam toen mensen Icederby wilden gaan organiseren. Daarnaast is hij studio-analist bij shorttrackwedstrijden voor de Nederlandse Omroep Stichting.

## Coach (2018-heden)
In 2018 werd Kerstholt aangesteld als trainer van het Regionaal Talentencentrum (RTC) Midden. De RTC’s gelden als opleidingscentra voor talenten uit desbetreffende regio’s. Medio mei 2022 werd Kerstholt benoemd tot bondscoach van Shorttrack TeamNL als opvolger van Jeroen Otter, bondscoach van 2010 tot en met 2022. Otter neemt een sabbatical maar zal één dag per week betrokken blijven als adviseur bij de Nationale Trainingsselectie Shorttrack. 

## Prestaties

### Wereldkampioenschappen
- aflossing Moskou 2015
- aflossing Montreal 2014
- aflossing Debrecen 2013
- aflossing Shanghai, 2012

### Europese kampioenschappen
- 5000m aflossing 2014 Dresden, Duitsland
- 1500m 2014 Dresden, Duitsland
- 5000m aflossing 2013 Malmö, Zweden
- 1500m 2013 Malmö, Zweden
- klassement 2012 Mladá Boleslav, Tsjechië
- 1500m 2012 Mladá Boleslav, Tsjechië
- 5000m aflossing 2011 Heerenveen, Nederland
- 5000m aflossing 2009 Turijn, Italië
- 1000m 2008 Ventspils, Letland
- klassement 2008 Ventspils, Letland
- 5000m aflossing 2006 Sheffield, Engeland
- 5000m aflossing 2005 Heerenveen, Nederland

### Wereldbeker
- 1000m 2013 eindklassement
- 5000m aflossing 2013 Turijn, Italië
- 1000m 2013 Shanghai, China
- 5000m aflossing 2012 Dordrecht, Nederland
- 1000m 2012 Dordrecht, Nederland
- 1000m 2012 Shanghai, China
- 5000m aflossing 2011 Moskou, Rusland
- 5000m aflossing 2010 Shanghai, China

## Persoonlijke records
| Afstand              | Tijd      | Datum      | Baan           | Land |                                                                      |
| -------------------- | --------- | ---------- | -------------- | ---- | -------------------------------------------------------------------- |
| 444 meter time trial | 38.369    | 01-01-12   | Heerenveen     | NED  |                                                                      |
| 500 meter            | 40.926    | 10-02-13   | Dresden        | GER  |                                                                      |
| 1000 meter           | 1.24.204  | 21-10-2012 | Calgary        | CAN  |                                                                      |
| 1500 meter           | 2.14,092  | 23-10-2011 | Salt Lake City | USA  |                                                                      |
| 3000 meter           | 4.42.417  | 29-01-2012 | Mladá Boleslav | CZE  |                                                                      |
| 5000 meter aflossing | 6.38.215* | 20-02-11   | Dresden        | GER  | Daan Breeuwsma, Niels Kerstholt, Sjinkie Knegt en Freek van der Wart |

## Resultaten
| Toernooi                 | 2014 | 2013 | 2012 | 2011 | 2010            | 2009 | 2008 | 2007 | 2006    | 2005 | 2004 | 2003 | 2002 | 2001 | 2000 | 1999 |
| ------------------------ | ---- | ---- | ---- | ---- | --------------- | ---- | ---- | ---- | ------- | ---- | ---- | ---- | ---- | ---- | ---- | ---- |
| Olympische Spelen        |      | -    | -    | -    | 16e(*), 20e(**) | -    | -    | -    | 10e(**) | -    | -    | -    | -    | -    | -    | -    |
| Wereldkampioenschap      |      | 13e  | 12e  | 10e  | 16e             | 20e  | 32e  | 44e  | 13e     | -    | -    | -    | -    | -    | -    | -    |
| Europees kampioenschap   | 3e   | 6e   | 2e   | 8e   | 4e              | 7e   | 2e   | 6e   | 18e     | 13e  | -    | -    | -    | -    | -    | -    |
| Nederlands kampioenschap | 2e   | 1e   | 1e   | 2e   | -               | 1e   | 1e   | 1e   | 1e      | 3e   | 3e   | 16e  | 7e   | 11e  | -    |      |
| WK junioren              | -    | -    | -    | -    | -               | -    | -    | -    | -       | -    | -    | -    | 31e  | -    | -    | -    |

* 500 meter
** 1500 meter
- geen deelname en/of toernooi